# صيغة القرص العالمية
صيغة القرص العالمية (بالإنجليزية: Universal Disk Format)‏ هو ملف تعريف للمواصفات المعروفة باسم ISO / IEC 13346 و ECMA-167 وهو نظام ملفات مفتوح محايد لتخزين بيانات الكمبيوتر لمجموعة واسعة من الوسائط. من الناحية العملية، تم استخدامه على نطاق واسع لأقراص دي في دي وتنسيقات الأقراص الضوئية الأحدث، والتي حلت محل ISO 9660. نظرا لتصميمها، فهي مناسبة تمامًا للتحديثات الإضافية على كل من الوسائط الضوئية القابلة للتسجيل و (القابلة لإعادة التسجيل). تم تطوير UDF وصيانته من قبل جمعية تقنية التخزين الضوئي (OSTA).